# Quirliges Tausendblatt
Das Quirlige Tausendblatt (Myriophyllum verticillatum), auch Quirl-Tausendblatt genannt, ist eine Pflanzenart aus der Gattung Tausendblatt (Myriophyllum) innerhalb der Familie der Tausendblattgewächse (Haloragaceae).

## Beschreibung

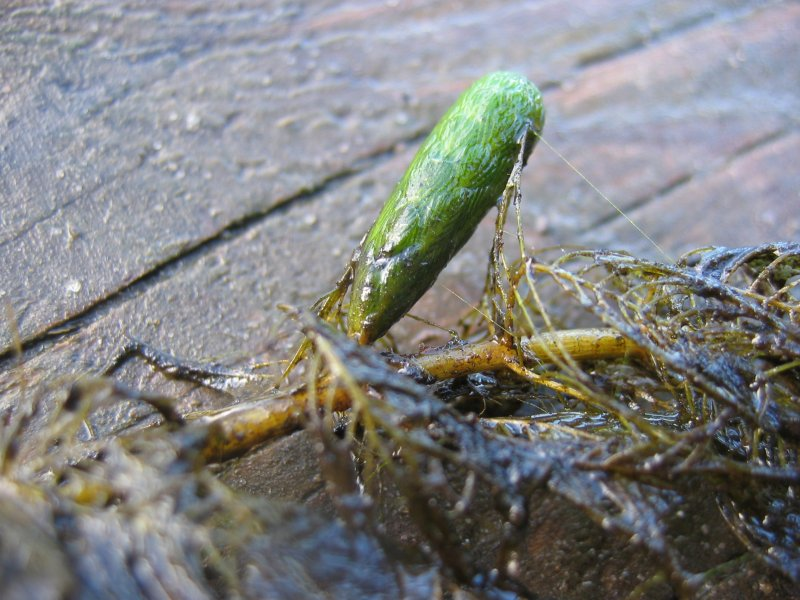
Winterknospe des Quirligen Tausendblatts (Myriophyllum verticillatum)

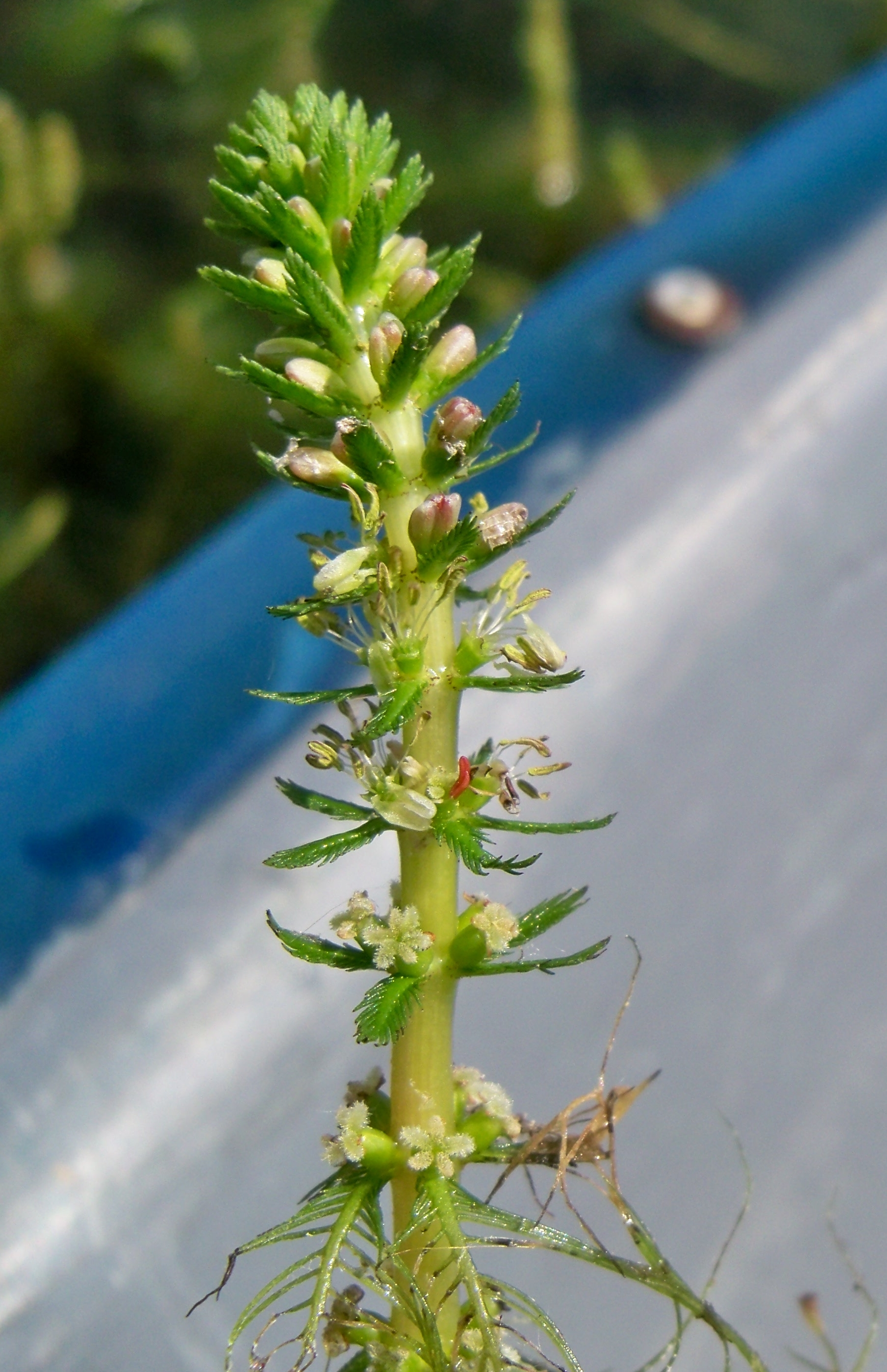
Blütenstand

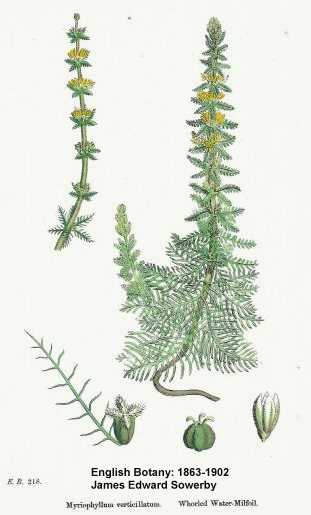
Illustration

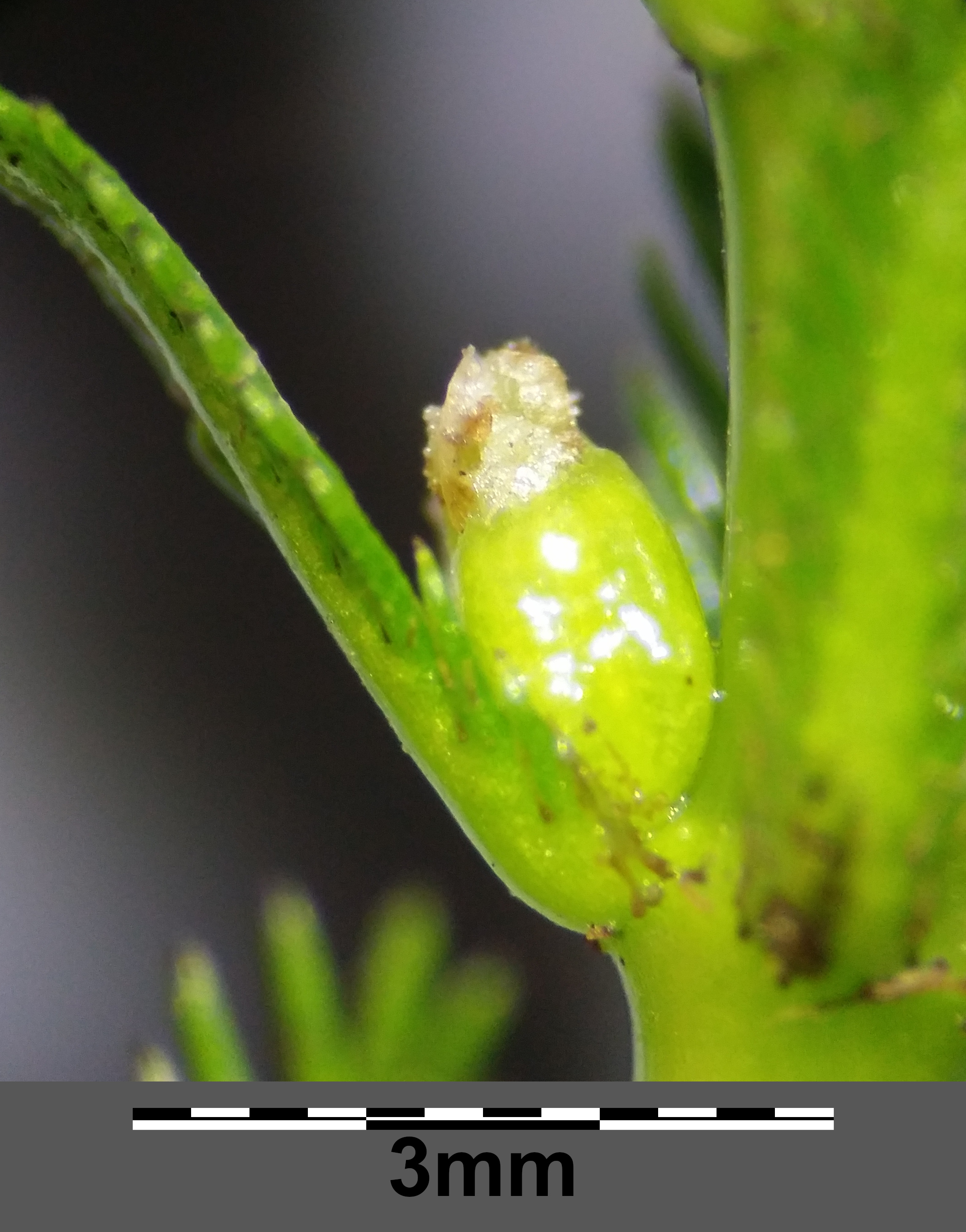
Weibliche Blüte

### Vegetative Merkmale
Das Quirlige Tausendblatt ist eine ausdauernde krautige Pflanze, die Wuchslängen von meist 50 bis 150 (10 bis 300) Zentimetern erreichen kann. Sie bildet als überdauernde Winterknospen keulenförmige Turione. Der relativ kräftige Stängel ist meist grün und einfach oder verzweigt. Die Internodien sind oft kürzer als die Laubblätter.
Bei den untergetauchten Stängeln sind Laubblätter zu vier bis sechs quirlständig angeordnet. Ihre Blattspreiten sind bei einer Länge von 3 bis 5 Zentimetern sowie einer Breite von 1,5 bis 2,5 Zentimetern im Umriss eiförmig und kammförmig gefiedert und mit 10 bis 20 Blattabschnitten. Die fadenförmigen Blattabschnitte sind 1 bis 2,5 Zentimeter lang. Die Endfiedern sind in der Mitte zum Teil breiter als an der Basis. An der Blattspreite sind Drüsen vorhanden.

### Generative Merkmale
Die Blütezeit reicht von Juni bis September. Das Quirlige Tausendblatt ist überwiegend einhäusig getrenntgeschlechtig (monözisch). Es gibt Pflanzenexemplare mit weiblichen, mit männlichen und vereinzelt mit zwittrigen Blüten. Der oft von der Laubblattregion deutlich abgesetzte, endständige, ährige Blütenstand, der eine Länge von selten 5, meist 7 bis 20 Zentimetern aufweist, besteht aus Wirteln mit je vier fiederspaltig oder kammförmig gefiederten Tragblättern, die meist länger als die Blüten sind, in deren Achseln sich je eine Blüte befindet. Tragblätter können auch fehlen. Unter männlichen Blüten sind lanzettlich gelappte Deckblättern vorhanden. Unter weiblichen Blüten sind kammförmig gefiederte Deckblätter, die so lang bis fünfmal so lang sind wie die Blüten, vorhanden.
Die Blüten sind vierzählig. Die männlichen Blüten besitzen vier etwa 1 Millimeter langen Kelchblätter, die etwas länger als bis zu ihrer halben Länge breit-glockenförmig verwachsen sind. Die vier Kronblätter der männlichen Blüten sind weiß oder grünlich und bei einer Länge von 2 bis 2,5 Millimetern verkehrt-eiförmig. Jede männliche Blüte hat 8 Staubblätter. Bei den weiblichen Blüten ist der Blütenkelch röhrig mit nur kurzen Kelchlappen. Die Kronblätter der weiblichen Blüten sind grünlich oder weiß und winzig bis meist verkümmert. Weibliche Blüten besitzen vier federige Narben, die weißlich-rosafarben sind.
Die vierkammerigen Früchte zerfallen in vier bei einer Länge von etwa 3 Millimetern fast kugelige Teilfrüchte, die eine glatte oder an den Rändern warzige Oberfläche aufweisen.
Die Chromosomengrundzahl beträgt x = 7; es liegt Tetraploidie mit einer Chromosomenzahl von 2n = 28 vor.

## Ökologie und Phänologie
Sie wächst als Unterwasserpflanze (Hydrophyt). Die Pflanzenexemplare sind bis auf den Blütenstand untergetaucht. Die Bestäubung erfolgt durch den Wind. Die Früchte breiten sich über das Wasser aus.
In China liegt die Blütezeit und das Reifen der Früchte zwischen April und September.

## Vorkommen
Das Quirlige Tausendblatt kommt auf der Nordhalbkugel in warmen und kühlen Gebieten Eurasiens und Nordamerikas und in Nordafrika in Marokko sowie Algerien vor. In Europa kommt es in fast allen Ländern vor und fehlt nur in Serbien, Bosnien und Herzegowina, Kosovo und Nordmazedonien.
Das Quirlige Tausendblatt besiedelt stehende oder langsam fließende, nährstoffreiche, kalkarme und wenig verschmutzte Gewässer, die meist einen schlammigen Untergrund haben, wie Altwässer, Seen, Teiche und Gräben. Es gedeiht in 0,5 bis 3 Metern Wassertiefe. Es ist in Mitteleuropa eine Charakterart des Verbands Nymphaeion albae. In Mitteleuropa steigt es in Nordtirol in Höhenlagen bis 980 Metern auf. In China erreicht es sogar Höhenlagen bis zu 3500 Meter.
Die ökologischen Zeigerwerte nach Landolt et al. 2010 sind in der Schweiz: Feuchtezahl F = 5 (unter Wasser), Lichtzahl L = 4 (hell), Reaktionszahl R = 3 (schwach sauer bis neutral), Temperaturzahl T = 4+ (warm-kollin), Nährstoffzahl N = 3 (mäßig nährstoffarm bis mäßig nährstoffreich), Kontinentalitätszahl K = 3 (subozeanisch bis subkontinental).

## Taxonomie
Die Erstveröffentlichung von Myriophyllum verticillatum erfolgte durch Carl von Linné in Species Plantarum, Tomus II, S. 992–993. Als Lectotypus wurde 1980 das linke Exemplar von Linné’s Herbarbogens LINN-1123.3 durch Aiken und McNeill in Botanical Journal of the Linnean Society, Volume 80, S. 219 festgelegt. Synonyme von Myriophyllum verticillatum L. sind Myriophyllum pectinatum DC. und Myriophyllum siculum Guss.

## Nutzung
Das Quirlige Tausendblatt wird selten als Zierpflanze für Gartenteiche genutzt.